# Hauszaunkönig
Der Hauszaunkönig (Troglodytes aedon) ist eine 11–13 Zentimeter große, in Amerika verbreitete Vogelart aus der Familie der Zaunkönige (Troglodytidae).

## Beschreibung
Der Hauszaunkönig ist wie alle Vertreter der Gattung von runder Gestalt, mit meist hochgestelltem Schwanz. Über den Augen ist ein undeutlicher weißer Überaugenstrich. Kopf, Flügel und Rücken sind fast einfarbig braun und mit feinen dunkleren Streifen gezeichnet. Kehle und Brust sind hellgrau und können schwarze, dunkelbraune oder rosa Flecken an Flanken, Schwanz und Flügeln haben. Das Körpergewicht liegt bei etwa 10 bis 12 Gramm. Es werden ca. 30 Unterarten unterschieden.

## Verbreitung und Lebensraum
Der Hauszaunkönig besiedelt halboffene Landschaften von Kanada bis nach Südamerika, auch in Parks und Gärten menschlicher Siedlungen ist er anzutreffen. Die tropischen Formen des südlichen Mexiko werden manchmal als eigene Art, Troglodytes musculus, anerkannt. Die Vögel der Falklandinseln werden heutzutage oft als endemische Art Troglodytes cobbi betrachtet. In Nordamerika ziehen die Vögel zur Überwinterung in den südlichen Teil der USA und nach Mexiko.
Von dieser Art werden mehrere Unterarten unterschieden.

## Lebensweise
Der Hauszaunkönig ernährt sich vor allem von Insekten und deren Larven, aber auch von Spinnen und Schnecken. Der Hauszaunkönig singt gewöhnlich während der Brutsaison, selten im Winter. Die Vertreter am nördlichen Verbreitungsende der Art ziehen im Winter nach Süden und die Vertreter der südlichsten Populationen ziehen im Winter nordwärts.

## Fortpflanzung
Der Hauszaunkönig erreicht im ersten Lebensjahr die Geschlechtsreife. Er lebt in der Regel monogam. Die Brutzeit geht vom späten April bis zum frühen September. Die Männchen dieser Art besetzten zur Brutzeit ein eigenes Revier, welches energisch gegen andere männliche Artgenossen verteidigt wird. Die meist 6 bis 12 Nester, welches mit Zweigen, Gräsern, Federn und Spinnweben ausgestattet wird, baut das Männchen meist in hohlen Baumstumpfen. Dort sitzt es dann und lockt interessierte Weibchen mit seinem Gesang an. Das Weibchen legt 4–9 weiße, rosa oder rot gefleckte Eier. Das Brutgeschäft übernimmt das Weibchen allein. Nach 14–15 Tagen schlüpfen die Jungen und werden hauptsächlich vom Weibchen versorgt, das Männchen hilft nur gelegentlich aus. Hauszaunkönige sind dafür bekannt, dass sie die Gelege anderer Nester zerstören, indem sie die Eier aufpicken. Weibchen, die in Playbackversuchen den vermeintlichen Gesang von Artgenossen häufiger mit eigenem Gesang beantworteten, verloren anschließend weniger Eier durch Artgenossen. Der Gesang von Weibchen wird in dieser Tierart daher als Zeichen von Konkurrenz angesehen und tritt nicht nur bei den Männchen auf. Die Jungen verlassen erst im Alter von ca. 16 Tagen das Nest zum ersten Mal.

## Unterarten
Laut IOC World Bird List sind zweiunddreißig Unterarten bekannt.
- Troglodytes aedon parkmanii Audubon, 1839[3] kommt im Südwesten und dem zentralen Süden Kanadas und dem Westen bis zentralen Gebiet der USA bis in den Norden Mexikos vor.
- Troglodytes aedon aedon Vieillot, 1809[4] ist im Südosten Kanadas und dem Osten der USA verbreitet.
- Troglodytes aedon cahooni Brewster, 1888[5] ist im Südosten Arizonas bis Zentralmexiko verbreitet.
- Troglodytes aedon brunneicollis Sclater, PL, 1858[6] ist im zentralen und südlichen Mexiko verbreitet.
- Troglodytes aedon intermedius Cabanis, 1861[7] kommt vom Süden Mexikos bis ins Zentrale Costa Rica vor.
- Troglodytes aedon peninsularis Nelson, 1901[8] kommt auf der Yucatán-Halbinsel vor.
- Troglodytes aedon beani Ridgway, 1885[9] kommt auf Cozumel vor.
- Troglodytes aedon inquietus Baird, SF, 1864[10] ist vom Südwesten Costa Ricas bis in den Osten Panamas verbreitet.
- Troglodytes aedon carychrous Wetmore, 1957[11] kommt auf der Insel Coiba vor.
- Troglodytes aedon pallidipes Phillips, AR, 1986[12] ist auf den Perleninseln verbreitet.
- Troglodytes aedon guadeloupensis (Cory, 1886)[13] ist auf Guadeloupe verbreitet.
- Troglodytes aedon rufescens (Lawrence, 1877)[14] kommt auf Dominica vor.
- † Troglodytes aedon martinicensis (Sclater, PL, 1866)[15] kam auf Martinique vor.
- Troglodytes aedon mesoleucus (Sclater, PL, 1876)[16] ist auf St. Lucia verbreitet.
- Troglodytes aedon musicus (Lawrence, 1878)[17] ist auf St. Vincent verbreitet.
- Troglodytes aedon grenadensis (Lawrence, 1878)[18] kommt auf Grenada vor.
- Troglodytes aedon tobagensis Lawrence, 1888[19] ist auf Tobago verbreitet.
- Troglodytes aedon atopus Oberholser, 1904[20] kommt im Norden Kolumbiens vor.
- Troglodytes aedon effutitus Wetmore, 1958[21] ist auf der Guajira-Halbinsel und dem Nordwesten Venezuelas verbreitet.
- Troglodytes aedon striatulus (Lafresnaye, 1845)[22] kommt im westlichen und zentralen Kolumbien sowie dem Nordwesten Venezuelas vor.
- Troglodytes aedon columbae Stone, 1899[23] ist im Osten Kolumbiens und dem Westen Venezuelas verbreitet.
- Troglodytes aedon clarus von Berlepsch & Hartert, E, 1902[24] kommt in Venezuela außer dem Westen, im Osten Kolumbiens und den Guyanas bis in den Nordosten Perus und das nördliche und westliche Brasilien vor.
- Troglodytes aedon albicans von Berlepsch & Taczanowski, 1884[25] ist im Südwesten Kolumbiens und dem Westen Ecuadors verbreitet.
- Troglodytes aedon musculus Naumann, JF, 1823[26] ist im zentralen und östlichen Brasilien bis in den Nordosten Argentiniens und den Osten Paraguays verbreitet.
- Troglodytes aedon bonariae Hellmayr, 1919[27] kommt im extremen Südosten Brasiliens, in Uruguay und dem Nordosten Argentiniens vor.
- Troglodytes aedon puna von Berlepsch & Stolzmann, 1896[28] ist in Peru und dem Nordwesten Boliviens verbreitet.
- Troglodytes aedon audax Tschudi, 1844[29] kommt im Westen Perus vor.
- Troglodytes aedon carabayae Chapman & Griscom, 1924[30] ist im zentralen und südlichen Peru verbreitet.
- Troglodytes aedon tecellatus d'Orbigny & Lafresnaye, 1837[31] kommt im Südwesten Perus und dem Norden Chiles vor.
- Troglodytes aedon rex von Berlepsch & Leverkühn, 1890[32] ist in Zentralnbolivien über den Norden Argentiniens und den Westen Paraguays verbreitet.
- Troglodytes aedon atacamensis Hellmayr, 1924[33] kommt im nördlichen und zentralen Chile vor.
- Troglodytes aedon chilensis Lesson, RP, 1830[34] kommt im Süden Chiles und im Süden Argentiniens vor.

## Etymologie und Forschungsgeschichte
Die Erstbeschreibung des Hauszaunkönigs erfolgte 1809 durch Louis Pierre Vieillot unter dem wissenschaftlichen Namen Troglodytes aëdon. Vieillot glaubte, dass Antoine-Simon Le Page du Pratz (1695?–1775) in seinem Werk Histoire de la Louisiane erstmals erwähnte. Das Typusexemplar hatte er in seiner eigenen Sammlung. Mit der Art führte Vieillot die für die Wissenschaft neue Gattung Troglodytes ein. Dieser Name leitet sich von »trōglē, trōgō κτρωγλη, τρωγω« für »Höhle, nagen« und »-dutēs, duō -δυτης, δυω« für »tauchend, eintauchen« ab. Der Artname »aedon« leitet sich aus griechischen Mythologie ab von Aëdon, die in eine Nachtigall verwandelt wurde. So heißt »aēdōn, aēdonos αηδων, αηδονος« auch »Nachtigall«. »Parkmanii« wurde zu Ehren von dem Arzt und Geschäftsmann George Parkman (1791–1849) vergeben, »cahooni« zu Ehren von John Cyrus Cahoon (1863–1891) und »beani« zu Ehren von Tarleton Hoffman Bean (1846–1916). »Guadeloupensis« bezieht sich auf Guadeloupe, »martinicensis« auf Martinique, »grenadensis« auf Grenada,  »tobagensis« auf Tobago, »columbae« auf Kolumbien, »bonariae« auf Buenos Aires, »puna« auf die Puna »carabayae« auf die Provinz Carabaya, »atacamensis« auf die Región de Atacama und »chilensis« auf Chile. »Rex, regis« steht für »König« von »regere« für »regieren«. Der name könnte aufgrund der rötlicheren Färbung oder der größeren Körpergröße gegenüber der Nominatform gewählt worden sein. »Brunneicollis« ist ein lateinisches Wortgebilde aus »brunneus, brunius« für »-collis, collum« für »-kehlig, -nackig, Nacken«. »intermedius« aus »inter« für »dazwischen, inmitten« und »medius« für »Mitte«, »peninsularis« aus »paene« für »fast« und »insula« für »Insel« »pallidipes« aus »pallidus, pallere« für »blass, bleich sein« und »pes, pedis« für »Fuß« und »inquietus« aus »in-« für »nicht« und »quietus, quiet, quies, quietis« für »ruhig, gelassen, still« »Carychrous« hat seinen Ursprung in »caryon καρυον« für »Walnuss« und »chroa, chroas χροα, χροας« für »Aussehen, Farbe«, »mesoleucus« in »mesos μεσος« für »Hälfte, Mitte« und »leukos λευκος« für »weiß«, »atopus« in »a- α-« für »nicht« und »topos τοπος« für »Platz, Position«. »Rufescens« leitet sich vom lateinischen »rufescens, rufescentis, rufescere, rufus« für »rötlich, rot werden, rot« ab, »effutitus« von »effutitius, effutire« für »plappernd, schnatternd, plappern« ab, »striatulus« von »striatus, striare, stria« für »gestreift, streifen, Furche«, »clarus« für »klar, hell«, »albicans« von »albicare, albus« für »weiß machen, weiß« »musculus« von »mus, muris« für »Maus« und »audax« von »audacis, audere« für »wagemutig, wagen« Schließlich ist »musicus« das lateinische Wort für »musikalisch« bzw. vom griechischen »mousikos, mousikē μουσικος, μουσικη« für »musikalisch, harmonisch, Musik« und »tecellatus, tessella tessera« für »mosaikartig, Mosaiksteine, Quadrate« bzw. »tessares τεσσαρες« für »vier«.

## Gefährdung und Schutzmaßnahmen
Obwohl diese Art insgesamt noch sehr häufig vorkommt und von der IUCN insgesamt als (Least Concern) nicht gefährdet eingestuft wird, sind die Unterarten auf den Inseln Martinique und Guadeloupe  (Critically Endangered) vom Aussterben bedroht bzw. (Extinct) schon ausgestorben.